# Guillaume II de Namur
Guillaume II de Namur, né le 22 janvier 1355, mort le 10 janvier 1418, est marquis de Namur de 1391 à 1418. Il est le fils de Guillaume Ier, marquis de Namur, et de Catherine de Savoie.
Son règne se déroule paisiblement[Information douteuse] et se consacre à encourager le commerce et l'industrie, ainsi qu'à l'édification de fortifications.

## Mariage
Il épouse en premières noces Marie de Bar, fille de Robert Ier, duc de Bar et de Marie de France. 
En 1393, il se remarie avec Jeanne d'Harcourt (1372 † 1456), fille de Jean VI, comte d'Harcourt, et de Catherine de Bourbon.

## Source
- Général baron Guillaume, « Guillaume II », Académie royale de Belgique, Biographie nationale, vol. 8, Bruxelles, 1885 [détail des éditions], p. 487